# ديزي مالوري
ديزي مالوري (بالإنجليزية: Daisy Mallory)‏ هي مغنية مؤلفة أمريكية، ولدت في 19 مايو 1993.

## وصلات خارجية
- ديزي مالوري على موقع ميوزك برينز (الإنجليزية)